# منتدى MIT لريادة الأعمال – العالم العربي
منتدى MIT لريادة الأعمال – العالم العربي هو واحد من 28 منتدى للنسخة العالمية لمنتدى ريادة الأعمال التابع لجامعة ماساتشوستس للتكنولوجيا والتي تعتبر من أهم داعمي ريادة الأعمال والابتكار في العالم.

## الفعاليات
منذ تأسيسه عام 2005، ينظم المنتدى المسابقة السنوية لريادة الأعمال والشركات الناشئة في العالم العربي بالشراكة مع مبادرات عبد اللطيف جميل الاجتماعية وشركة زين.
| العام       | مكان الإنعقاد | الفائزون |
| ----------- | ------------- | --- |
| 2007 -2008  | بيروت         | الفائز الأول EduLab - لبنان الفائز الثاني - Batroun Biofuels - لبنان الفائز الثالث - Hatifou – الجزائر                                          |
| 2008 - 2009 | دبي           | الفائز الأول Syphir - الإمارات الفائز الثاني Hayati Healthcare - السعودية + Rice Straw Fertilizer مصر الفائز الثالث Blog Souq الأردن            |
| 2009 - 2010 | القاهرة       | الفائز الأول The Little Engineer - لبنان الفائز الثاني - BioBusiness مصر الفائز الثالث Arabic Coach - اليمن + EG-Bioinformatics - مصر           |
| 2010 - 2011 | تونس          | الفائز الأول PT Screen - مصر الفائز الثاني - AlKhawarizmy Language Software - مصر الفائز الثالث - iNavigator - مصر Diabetes Healthcare - الأردن |
| 2011 - 2012 | دبي           | الفائز الأول Instabeat لبنان الفائز الثاني Qabila Media Production - مصر الفائز الثالث SilGenix - مصر                                           |
| 2012 - 2013 | الدوحة        | الفائز الأول Instabug - مصر الفائز الثاني Darebni TV - الأردن الفائز الثالث The Home Page - مصر                                                 |
| 2013 - 2014 | القاهرة       | الفائز الأول SudaMed الفائز الثاني Little Thinking Minds - الأردن الفائز الثالث Looly pearls المغرب                                             |
| 2014 -2015  | الكويت        | الفائز الأول Colorbug - لبنان الفائز الثاني Project IO - الأردن الفائز الثالث Screen DY المغرب                                                  |